# Llista de governadors mexicans de Nou Mèxic

Mapa de la província de Santa Fe de Nou Mèxic

Bandera de Mèxic 1824-1818

Aquesta és la llista de governadors mexicans de Nou Mèxic, que van ser els principals executius polítics de la província o territori de Santa Fe de Nou Mèxic entre 1822, quan Mèxic es va independitzar d'Espanya, i 1846, quan els Estats Units va ocupar el territori.

## Història
En gener de 1822 el darrer governador sota el règim espanyol, Facundo Melgares, va perdre el títol de governador i fou anomenat aleshores géfe político i géfe militar.
Melgáres va deixar el càrrec polític el 5 de juliol de 1822, i Francisco Xavier Chávez va prendre el seu lloc, ocupar el càrrec durant només cinc mesos, quan va ser succeït al novembre de 1822 pel coronel José Antonio Vizcarra.
Vizcarra havia succeït Melgáres com a géfe militar l'octubre de 1822.
Pel setembre de 1823 un capità de milícies retirat anomenat Don Bartolomé Baca fou nomenat géfe politico, i onze homes més van servir com a géfe político o governador fins a l'ocupació de Nou Mèxic en 1846 per l'exèrcit dels Estats Units.
Nou Mèxic va ser en un principi una província de l'Estado interno del Norte, amb capital a Chihuahua. Cap al 6 de juliol de 1824 Nou Mèxic es va constituir en territori separat amb El Paso del Norte (avui Ciudad Juárez) transferida de Nou Mèxic a l'estat de Chihuahua.

## Caps polítics i governadors
Els caps polítics (géfe políticos) o governadors foren:
| Inici               | Fi                     | Nom                          | Notes                                   |
| ------------------- | ---------------------- | ---------------------------- | --------------------------------------- |
| Gener de 1822       | Juliol de 1822         | Facundo Melgares             |                                         |
| Juliol de 1822      | Novembre de 1822       | Francisco Xavier Chávez      |                                         |
| Novembre de 1822    | Setembre de 1823       | José Antonio Vizcarra        |                                         |
| Agost de 1823       | Setembre de 1825       | Bartolomé Baca               |                                         |
| Setembre de 1825    | Maig de 1827           | Antonio Narbona              |                                         |
| 1827                | 1829                   | Manuel Armijo                | Primer mandat                           |
| Setembre de 1829    | 1832                   | José Antonio Chaves          |                                         |
| 1832                | 1833                   | Santiago Abreú               |                                         |
| 1833                | 14 de maig de 1835     | Francisco Sarracino          |                                         |
| Juliol de 1835      | Agost de 1837          | Albino Pérez                 | Assassinat en el càrrec                 |
| 1837                | 1844                   | Manuel Armijo                | Segon mandat                            |
| 31 de gener de 1844 | 10 d'abril de 1844     | Mariano Chaves               | Interí. Fill de Francisco Xavier Chávez |
| 10 d'abril de 1844  | 29 d'abril de 1844     | Felipe Sena                  | Interí                                  |
| 29 d'abril de 1844  | 1845                   | Mariano Martínez de Lejanza  |                                         |
| 1 de maig de 1845   | 16 de novembre de 1845 | José Chavéz y Castillo       | Interí. Fill de Francisco Xavier Chávez |
| Novembre de 1845    | Agost de 1846          | Manuel Armijo                | Tercer mandat                           |
| Agost de 1846       | Setembre de 1846       | Juan Bautista Vigil y Alarid | Interí                                  |